# فرانك جريلو
فرانك جريلو (بالإنجليزية: Frank Grillo)‏ مواليد 8 يونيو 1965 في نيويورك، نيويورك، الولايات المتحدة، هو ممثل أمريكي بدأ مسيرته الفنية عام 1993. درس في جامعة نيويورك.

## الأعمال

### أفلام
- تقرير الأقلية : فيلم 2002
- محارب : فيلم 2011
- نهاية المناوبة : فيلم 2012
- 30 دقيقة بعد منتصف الليل : فيلم 2012
- الرمادي : فيلم 2012 (الدور: جون دياز)
- غير متصل : فيلم 2012
- جبهة داخلية : فيلم 2013
- التطهير : فيلم 2013
- التصادم : فيلم 2013
- كابتن أمريكا: جندي الشتاء : فيلم 2014
- كابتن أمريكا: الحرب الأهلية : فيلم 2016
- التطهير: عام الانتخابات : فيلم 2016
- 2017 The Crash

### المسلسلات
- ( برزن بريك ) ( الدور : نيك سافرين )
- ( كينق دوم ) ( الدور : الفي كولينا )

## روابط خارجية
- فرانك جريلو على موقع IMDb (الإنجليزية)
- فرانك جريلو على موقع روتن توميتوز (الإنجليزية)
- فرانك جريلو على موقع ألو سيني (الفرنسية)
- فرانك جريلو على موقع تيرنر كلاسيك موفيز (الإنجليزية)
- فرانك جريلو على موقع أول موفي (الإنجليزية)
- فرانك جريلو على موقع بوكس أوفيس موجو (الإنجليزية)
- فرانك جريلو على موقع قاعدة بيانات الأفلام السويدية (السويدية)
- فرانك جريلو على موقع إن إن دي بي (الإنجليزية)
- فرانك جريلو على موقع قاعدة بيانات الفيلم (الإنجليزية)
- فرانك جريلو على موقع كينوبويسك (الروسية)